# Ōno Kazuo

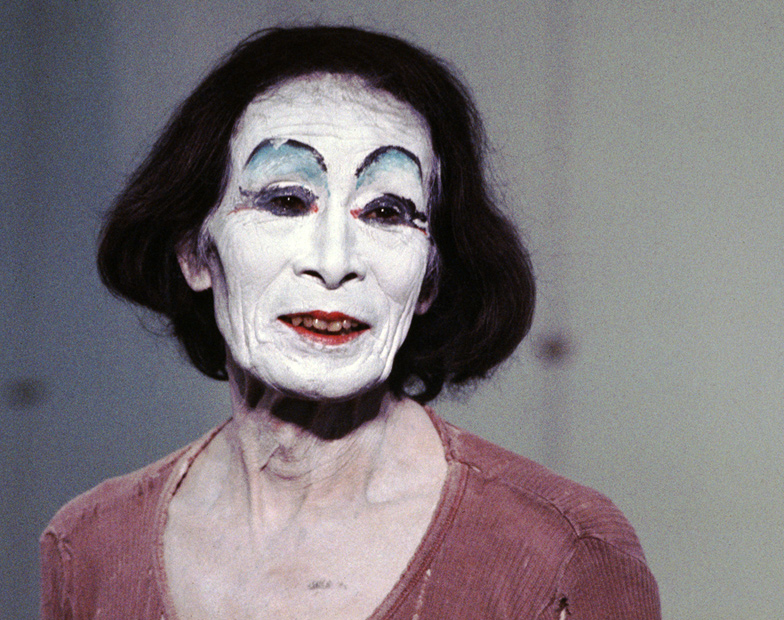
Ōno, 1986

Ōno Kazuo, häufig als Ohno Kazuo transkribiert (jap. 大野 一雄; * 27. Oktober 1906 in Hakodate, Hokkaidō; † 1. Juni 2010 in Yokohama, Präfektur Kanagawa), war ein japanischer Tänzer und Mitbegründer des zeitgenössischen Ausdruckstanzes Butoh und hat viele internationale Choreographen inspiriert.

## Leben
Kazuo Ōno wurde auf der nördlichen Insel Hokkaidō als Sohn eines Fischers, der auch die Fischer-Kooperative von Hakodate leitete, geboren. Sein Vater sprach Russisch und seine Mutter war eine Kennerin der europäischen Küche, die auch die japanische Zither Koto und Orgel spielte.
Ōno studierte an einer japanischen Sporthochschule und war zunächst ein erfolgreicher Leichtathlet. Nachdem er von einem Schulangestellten zu einem Tanzabend mit der spanischen Tänzerin Antonia Mercé (La Argentina) mitgenommen wurde, änderte er seinen Berufswunsch. 1933 begann er mit seiner Tanzausbildung. Nach seinem College-Abschluss war er zunächst Sportlehrer an der weiterführenden Schule Kanto Gakuin High School, eine private christliche Schule in Yokohama. Dort sah er eine Aufführung von Harald Kreutzberg, einem Schüler der deutschen Ausdruckstänzerin Mary Wigman. Er beschloss, bei den beiden japanischen Modern-Dance-Pionieren Ishii Baku und Eguchi Takaya, einem Schüler von Wigman, Choreographie zu studieren.
Einen anderen tiefgreifenden Einfluss neben Wigmans Ausdruckstanz übte auf Ōnos Lebenswerk das Grauen des Zweiten Weltkrieges aus. 1938 wurde er in die japanische Armee eingezogen und diente dort neun Jahre lang, am Ende als Kriegsgefangener auf Neuguinea.
Seine erste öffentliche Tanzvorstellung machte er im Alter von 43 Jahren 1949 in Tokio zusammen mit Mitsuko Andō. Im Publikum befand sich auch Hijikata Tatsumi, der Vater des Butohs bzw. Ankoku Butoh (Tanz der Finsternis). Hijikata lud Ōno zu seiner Tanzgemeinschaft ein. Im selben Jahr noch begründet Ōno Kazuo sein eigenes Studio in Japan.
Von 1959 bis 1966 erarbeiteten Hijikata und Kazuo gemeinsam Tanzdarbietungen, die auch Einflüsse aus Werken Mishimas und europäischen Schriftstellern wie Jean Genet und Comte de Lautréamont aufwiesen. Neben Hijikata trat er auch mit anderen Butoh- und Modern-Dance-Tänzern auf. Von 1969 bis 1973 war er in der Hauptrolle von drei Spielfilmen des Regisseurs Nagano Chiaki zu sehen. 1977 widmete er seiner Inspiratorin Antonia Mercé das Stück Admiring La Argentina, das heute als ein klassisches Butoh-Stück gilt.
Ab 1980 begann er mit seinen internationalen Auftritten. Die Titel seiner Hauptwerke heißen Meine Mutter, Wasserlilien und Die Straße im Himmel, die Straße auf Erden. Ōno stellte zerbrechliche und zugleich starke Charaktere dar, oft auch als Frau verkleidet und geschminkt.
Der Hamburger Filmemacher und Fotograf Peter Sempel begleitete Ōno Kazuo fast ein Vierteljahrhundert immer wieder mit der Kamera, 2004 entstand das poetische Filmporträt Kazuo Ohno: I Dance Into the Light.
Seinen letzten Auftritt hatte er 2007 mit hundert Jahren. Trotz körperlicher Einschränkungen formte er Bewegungen mit seinen Händen und bäuchlings mit Armen und Beinen, was eine Tanzkennerin der New York Times als die vielleicht beste Metapher für die dunkle Kunst des Butohs empfand.
Ōno Kazuo verstarb am 1. Juni 2010 in Yokohama im Alter von 103 Jahren.
Der Photograph Hosoe Eikō veröffentlichte 2006 zu seinen Ehren den Bildband Kochō no Yume / The Butterfly Dream (胡蝶の夢). Antony and the Johnsons widmete ihm 2009 die CD The Crying Light.
Das Kazuo Ohno Dance Studio in Tokio wird von seinem Sohn und Butoh-Tänzer Ōno Yoshito geleitet, dort wird auch das Ōno-Archiv aufbewahrt.

## Weiterführende Literatur
- Kazuo Ohno/Yoshito Ohno: Kazuo Ohno´s World from Without and Within. Wesleyan University Press, Middletown, Connecticut, 2004. ISBN 0-8195-6694-2
- S. Noma (Hrsg.): Ōno Kazuo. In: Japan. An Illustrated Encyclopedia. Kodansha, 1993. ISBN 4-06-205938-X, S. 1154.